# Название Индонезии

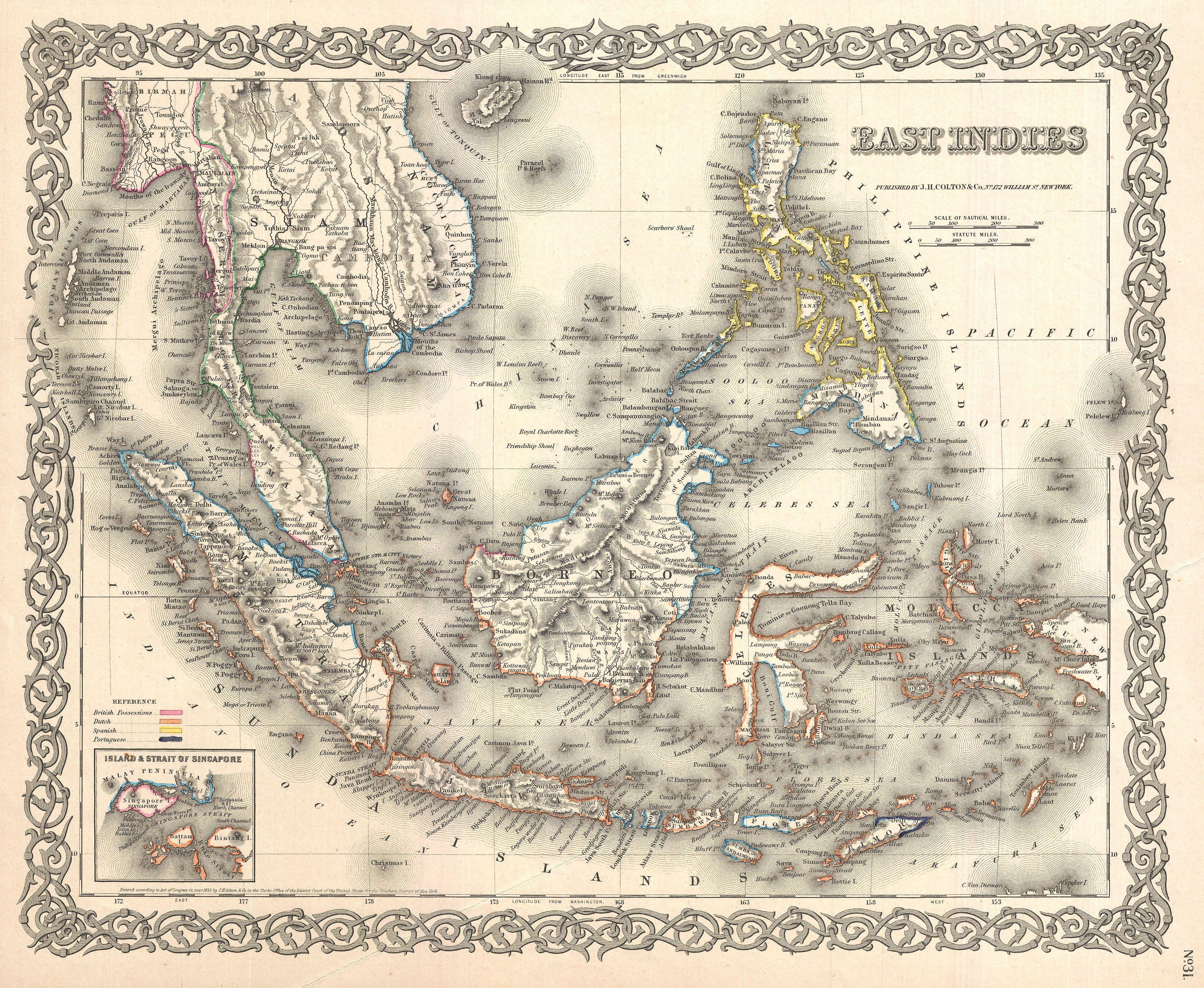
Регион, который сегодня именуется «Индонезия», исторически носил разные названия, например — «Ост-Индия» — на карте 1855 года.

«Индонезия» является общепринятым и официальным названием для обозначения Республики Индонезия и Индонезийского архипелага; однако исторически эти географические объекты носили многие другие названия, как например, Нусантара и Ост-Индия. В статье рассматривается ряд таких названий.

## История топонима «Индонезия»
Топонимия островов Индонезийского архипелага формировалась местными аборигенами на протяжении столетий, при этом, как правило, местные племена давали названия лишь географическим объектам в пределах собственного ареала. Поскольку в Индонезии насчитывается около 300 различных этнических групп, говорящих примерно на 742 различных языках и диалектах, это порождало колоссальный набор топонимов, не упорядоченных в какой-либо системе. Первыми названиями географических объектов Индонезии, зафиксированными в европейских языках, были названия островов, которые посещали европейские купцы.
Вплоть до проникновения ислама в XVII веке политическое и религиозно-духовное развитие Явы, Суматры и соседних островов шло под воздействием индийской культуры. Это обстоятельство отмечали и европейские путешественники и купцы, поэтому названия местных географических объектов и архипелага в целом звучали как Ост-Индия, Нидерландская Индия, а с середины XIX века в географическую литературу входит топоним «Индонезия», означающий буквально «Островная Индия» (от основ «Индия» и греческого слова греч. νῆσος — остров), образованный по той же модели, что и топонимы Полинезия, Микронезия, Меланезия. Первые случаи употребления топонима «Индонезия» относятся к концу XVIII века, однако документированное введение этого названия в научный оборот произошло только в 1850 году, когда британский этнограф Джордж Эрл в качестве одного из вариантов обобщающего названия жителей Малайского архипелага предложил этноним «индунезийцы» (англ. Indunesians). Позднее ученик Эрла Джеймс Логан в своих работах впервые употребил топоним «Индонезия» (англ. Indonesia) как синоним использовавшегося тогда топонима «Индийский архипелаг» (англ. Indian Archipelago), а немецкий этнограф и философ Адольф Бастиан опубликовал монографию «Индонезия или острова Малайского архипелага» (нем. Indonesien oder die Inseln des Malayischen Archipels).
Первым индонезийским учёным, использовавшим название «Индонезия», был Суварди Сурьянинграт, известный под псевдонимом Ки Хаджар Деванторо (индон. Ki Hajar Dewantoro), который в 1913 году основал в Нидерландах частное новостное агентство под названием «Индонезийское пресс-бюро» (нидерл. Indonesisch Pers Bureau). Хотя название «Индонезия» первоначально предназначалось для научных целей, с 1928 года оно приобрело большее политическое значение, когда местная националистическая молодежь, выступавшая за независимость страны, провела в Джакарте конгресс, где была провозглашена так называемая «Клятва молодёжи»: признать Индонезию как одну родину, одну нацию и поддерживать индонезийский язык как язык национального единства.
В ходе борьбы за независимость страны после Второй мировой войны в 1949 году было провозглашено создание Соединённых Штатов Индонезии, СШИ (индон. Republik Indonesia Serikat, RIS) — государства, территория которого включала часть Суматры и примерно половину Явы, а также группу квази-независимых государств, созданных при покровительстве голландцев на удерживаемых ими ост-индских территориях. СШИ просуществовали недолго, и в августе 1950 года была провозглашена Республика Индонезия (индон. Republik Indonesia), которая существует под этим названием по настоящее время.

## Другие названия

### Явадвипа
Остров Ява был первым географическим объектом Индонезии, идентифицированным географами внешнего мира. В древнеиндийской эпической поэме «Рамаяна», датируемой приблизительно V—IV веками до нашей эры, упоминается, что Сугрива, начальник армии Рамы, отправил своих людей на Явадвипу (остров Ява), в поисках супруги Рамы Ситы.

### Суварнадвипа
Суварнадвипа, «Золотой остров», возможно, использовался в качестве расплывчатого общего обозначения обширного региона в Юго-Восточной Азии, но со временем различные части этого района стали обозначаться дополнительными эпитетами острова, полуострова или города. Напротив, древнее название индийского субконтинента — Джамбудвипа. В древней Индонезии название Суварнадвипа используется для обозначения острова Суматра; как аналог соседней Джавадвипы или Бхумиджава (остров Ява). Ява и Суматра — главные острова в истории Индонезии.

### Ябадиу
Великий остров Ябадиу, или Джабадиу, упоминается в Географии Птолемея, составленной около 150 г. н. э. в Римской империи. Говорят, что Иабадиу означает «остров ячменя», он богат золотом и имеет серебряный город Аргира на западе. Название обозначало Java, и, кажется, происходит от индуистского имени Java-двипа (Yawadvipa). Несмотря на то, что название указывает на Java, многие полагают, что оно относится к Суматре.

### Поэтические литературные названия
В ряде литературных произведений и стихов авторы давали Индонезии всевозможные поэтические названия, такие как Zamrud Khatulistiwa («Изумруд экватора»). Это название использовал Мультатули (псевдоним Эдуарда Доувеса Деккера, голландского писателя XIX века), который описывал Голландскую Ост-Индию как «'t prachtig ryk van Insulinde dat zich daar slingert om den evenaar, als een gordel van smaragd» («прекрасная островная империя, которая опоясывает экватор как изумрудный пояс»).
Другие эпитеты, такие как Bumi Pertiwi («Земля Пертиви» или Мать-Земля), отсылают к национальной персонификации страны, Ибу Пертиви и Tanah Air (индонезийское — «почва и вода», обычно переводится как «родина»).